# The Invitation (2015)
The Invitation é um filme independente de suspense e terror estadunidense de 2015. Dirigido por Karyn Kusama e escrito por Phil Hay e Matt Manfredi, o filme é estrelado por Logan Marshall-Green, Tammy Blanchard, Michiel Huisman e Emayatzy Corinealdi. O filme estreou em 13 de março de 2015, durante o festival de cinema SXSW, e recebeu um lançamento limitado em 8 de abril de 2016 por meio do serviço de vídeo sob demanda da Drafthouse Films.

## Enredo
Will dirige com Kira, sua nova namorada, até a casa da sua ex-esposa, Eden, em Hollywood Hills onde está hospedando um jantar com seu novo marido, David. Will e Eden se divorciaram enquanto tentavam lidar com a morte acidental de seu filho, Ty. Eden conheceu David em um grupo de autoajuda, e aquela festa é a primeira vez que seus amigos reencontram o casal em mais de dois anos. No caminho, Will acaba atropelando um coiote e então o sacrifica por misericórdia.
Will e Kira chegam na casa onde a festa está acontecendo. Os outros convidados de David e Eden são Tommy, o namorado de Tommy, Miguel, e os amigos Ben, Claire e Gina. Gina menciona que seu outro amigo, Choi, está atrasado. Eden apresenta Sadie, uma garota que ela e David conheceram no México, e que agora mora com eles.
Durante toda a noite, Will vaga sozinho pela sua antiga casa e revive memórias relacionadas à morte de Ty, incluindo a tentativa de suicídio de Eden. Na cozinha, Will testemunha um momento onde Eden bate em Ben quando este faz uma piada sobre suas ideias de Nova Era e expulsão de dor. Eden e o misterioso amigo de David, Pruitt, chegam. Will nota que David trancou a porta da frente. Mais tarde, vai até os fundos da casa e espia Eden escondendo um frasco de comprimidos através da janela de seu quarto.
David e Eden contam a seus convidados sobre um grupo ao qual se juntaram, juntamente com Pruitt e Sadie, conhecido como "O Convite", que trabalha com o sofrimento utilizando uma filosofia espiritual. David mostra para todos um vídeo em que o líder do grupo, Dr. Joseph, conforta uma mulher com doença terminal enquanto ela dá seus últimos suspiros. David atende a porta para visitantes não vistos e explica que eles são estranhos à procura de uma festa nas proximidades. O grupo joga um jogo chamado "Eu Quero", onde Sadie beija Gina, Pruitt confessa ter matado acidentalmente sua esposa, e Eden beija Ben. David impede que uma Claire irrequieta abandone a festa, fazendo Will pensar que David está querendo manter os convidados dentro da casa. David muda de ideia e Claire sai acompanhada de Pruitt, cujo carro estava bloqueando o de Claire. Will observa Pruitt auxiliar Claire a manobrar o carro pelo estacionamento e falar brevemente ela, e David confronta Will sobre suas suspeitas.
Durante o jantar, Will reflete internamente sobre a morte de Ty. Enquanto caminha por um corredor, Will vê Sadie fazendo rostos estranhos em um espelho, e eles têm uma estranha conversa ao lado da área da piscina, durante a qual ela se propõe a fazer sexo com ele. Depois de rejeitá-la, Will tem uma discussão isolada com Tommy sobre a estranha atmosfera da casa. Will finalmente recebe um sinal de telefone celular e encontra uma mensagem de voz de Choi indicando que ele já estava na entrada da casa Eden e David antes dos outros convidados chegarem. Presumindo que Davi e Eden fizeram algo com o Choi, Will confronta publicamente o casal sobre sua aparente lavagem cerebral de culto. Choi chega na festa inesperadamente, explicando que havia sido chamado a um trabalho de última hora. Will fica envergonhado, mas os outros assumem que sua dor residual envolvendo a morte de Ty é a responsável por fazê-lo comportar-se irracionalmente.
Mais tarde, Will acha o quarto de seu filho descobrindo que foi renovado e transformado num escritório, e também encontra um laptop com um estranho vídeo do fundador do "The Invitation". David serve bebidas para os convidados e propõe um brinde. Nesse momento, Will tem um impulso e quebra os copos temendo que estejam envenenados. No entanto, Gina bebe o seu drinque antes que Will o esmague. Sadie ataca Will que, inadvertidamente, acaba a deixando inconsciente na briga. Repentinamente Gina desmaia e morre, revelando que Will estava certo sobre as bebidas envenenadas. David, Eden e Pruitt atacam os convidados, matando Miguel, Choi e Ben. Will, Kira e Tommy fogem e se escondem pela casa. Sentindo-se arrependido pela violência dos assassinatos, Eden é consolada por David, que garante a ela que o que eles estão fazendo é a única maneira deles poderem deixar aquele mundo e se libertarem de suas dores profundas. Will pega uma vara de ferro de Sadie enquanto ela está morrendo depois de ter sido gravemente ferida, presumivelmente por Tommy.
Pruitt encontra e ataca Will e Kira. Kira retalia e bate nele até a morte. Eden dá um tiro em Will acertando o seu ombro e, na sequência, atira em si mesma no estômago, ferindo-se gravemente. David ataca Tommy com uma faca, mas Tommy apunhala David até a morte. Eden, que sucumbe lentamente a morte, pede a Will que venha junto com ela nos seus momentos finais e ele a leva para o quintal. Kira, Will e Tommy se reúnem e saem da casa com Eden já moribunda. Tommy volta para dentro da residência para buscar Miguel. Kira e Will veem helicópteros voando nas redondezas. Enquanto observam a vizinhança, Will vê várias casas com a mesma lanterna vermelha que David acendeu no início da noite. Dessa forma, Will percebe que Los Angeles está mergulhada em caos enquanto outros membros do culto estão realizando planos semelhantes aos de David e Eden por toda a cidade. Os dois dão as mãos enquanto o som de sirenes aumenta.

## Elenco
- Logan Marshall-Green como Will
- Tammy Blanchard como Eden
- Michiel Huisman como David
- Emayatzy Corinealdi como Kira
- Lindsay Burdge como Sadie
- Michelle Krusiec como Gina
- Jordi Vilasuso como Miguel
- Mike Doyle como Tommy
- Jay Larson como Ben
- John Carroll Lynch como Pruitt
- Karl Yune como Choi
- Toby Huss como Dr. Joseph
- Marieh Delfino como Claire

## Produção
Em maio de 2012, foi anunciado que os atores Luke Wilson, Zachary Quinto, Topher Grace e Johnny Galecki haviam sido previamente escalados para o elenco do filme, com Karyn Kusama dirigindo um roteiro escrito por Phill Hay e Matt Manfredi. A XYZ Films, por sua vez, ficou responsável pela produção do filme ao lado de Martha Griffin, Manfredi e Hay. Em julho de 2014, foi revelado que a produção do filme havia sido concluída com Logan Marshall-Green, Michiel Huisman, Emayatzy Corinealdi, Lindsay Burdge e John Carroll Lynch estrelando os papéis principais do filme, que também tornou-se o segundo longa financiado pela Gamechanger Films.

## Lançamento
A estreia mundial do filme aconteceu no festival South by Southwest em 13 de março de 2015. Pouco tempo depois, foi anunciado que a Drafthouse Films havia adquirido os direitos de distribuição do filme, que também exibido no Festival de Cinema de Londres em 9 de outubro de 2015. Finalmente, em 8 de abril de 2016, o filme recebeu um lançamento limitado através de um serviço de vídeo sob demanda.

## Recepção
The Invitation detém uma taxa de aprovação de 88% pelo site agregador de análises Rotten Tomatoes, baseando-se em 89 avaliações, e possui uma nota média de 7,6 de 10. O consenso crítico do site diz: "The Invitation faz uso brilhante de sua premissa rica em tensão para entregar com eficácia única – e surpreendentemente inteligente – thriller que é construído lentamente." No Metacritic, o filme foi classificado com 74 em 100, com base em 21 críticas, indicando "Avaliações geralmente favoráveis".
Justin Chang, da revista Variety, escreveu: "Esse thriller eficaz representa o trabalho mais forte do diretor Karyn Kusama em anos." Josh Kupecki do The Austin Chronicle disse: "Há algumas ideias muito interessantes sobre tristeza, depressão e como lidamos com eventos que mudam nossas vidas neste mundo moderno, mas no fim das contas, o filme não oferece nada de novo ao subgênero 'festa de jantar para o inferno'." Dominick Suzanne-Mayer, da Consequence of Sound, avaliou o filme com nota A- escrevendo: "No meio de tantas palavras, The Invitation é extremamente bem trabalhado", enquanto Samuel Zimmerman do CraveOnline disse que "The Invitation é um thriller surpreendentemente adulto que, ao contrário do Eden e seus convidados, está disposto a olhar mais profundamente para o peso de nossas vidas." Drew Tinnin, do Dread Central, avaliou o filme com 4 de 5 estrelas escrevendo: "The Invitation funciona assim nós porque ele se volta para nossa desconfiança geral do mundo ao nosso redor e como nosso instinto de sobrevivência foi silenciado e ignorado, a fim de manter a aparência de ser educado." Matt Donato, escrevendo para o We Got This Covered, avaliou o filme com 2.5 de 5 estrelas e disse: "The Invitation é uma queima lenta e lenta que não consegue encontrar o ingrediente vencedor que contribui para um thriller de festa perfeito para jantar." Em sua análise para o Daily Dead, Heather Wixson classificou-o com 4.5 de 5 estrelas e declarou que o filme era "certamente o trabalho mais confiante e matizado de [Kusama] até hoje e um dos filmes de terror mais devastadores que já vi em anos."